# Larchwood
Larchwood és una població dels Estats Units a l'estat d'Iowa. Segons el cens del 2000 tenia 788 habitants.

## Demografia
Segons el cens del 2000, Larchwood tenia 788 habitants, 326 habitatges, i 234 famílies. La densitat de població era de 313,7 habitants/km².
Dels 326 habitatges en un 33,7% hi vivien nens de menys de 18 anys, en un 62,6% hi vivien parelles casades, en un 5,8% dones solteres, i en un 28,2% no eren unitats familiars. En el 26,4% dels habitatges hi vivien persones soles el 15,3% de les quals corresponia a persones de 65 anys o més que vivien soles. El nombre mitjà de persones vivint en cada habitatge era de 2,41 i el nombre mitjà de persones que vivien en cada família era de 2,91.
Per edats la població es repartia de la següent manera: un 24,2% tenia menys de 18 anys, un 10% entre 18 i 24, un 26,5% entre 25 i 44, un 20,6% de 45 a 60 i un 18,7% 65 anys o més.
L'edat mediana era de 38 anys. Per cada 100 dones de 18 o més anys hi havia 92,6 homes.
La renda mediana per habitatge era de 42.250 $ i la renda mediana per família de 48.125 $. Els homes tenien una renda mediana de 30.938 $ mentre que les dones 21.164 $. La renda per capita de la població era de 21.092 $. Entorn del 0,8% de les famílies i el 2% de la població estaven per davall del llindar de pobresa.

## Poblacions més properes
El següent diagrama mostra les poblacions més properes.